# Battista (nome)
Battista  è un nome proprio di persona italiano maschile e femminile; primariamente maschile, è usato raramente anche al femminile.

## Varianti
- Maschili: Batista[4]
  - Alterati: Battistino[4]
  - Ipocoristici: Baciccia[5], Bati[1], Batino[1], Bista[6], Tista, Titta[5][6], Titti[5], Titty[5]
  - Composti: Giovanni Battista, Leon Battista
- Femminili: Battista
  - Alterati: Battistina
  - Ipocoristici: Titti, Tittina

### Varianti in altre lingue
- Basco: Batista[7]
- Catalano: Baptista[7]
- Francese: Baptiste[2][3][5]
- Inglese: Baptist[3][5]
- Portoghese: Batista[3]
- Spagnolo: Bautista[2][3][5][7]
- Tardo latino: Baptista[2]
- Tedesco: Baptist[2][3][5]

## Origine e diffusione

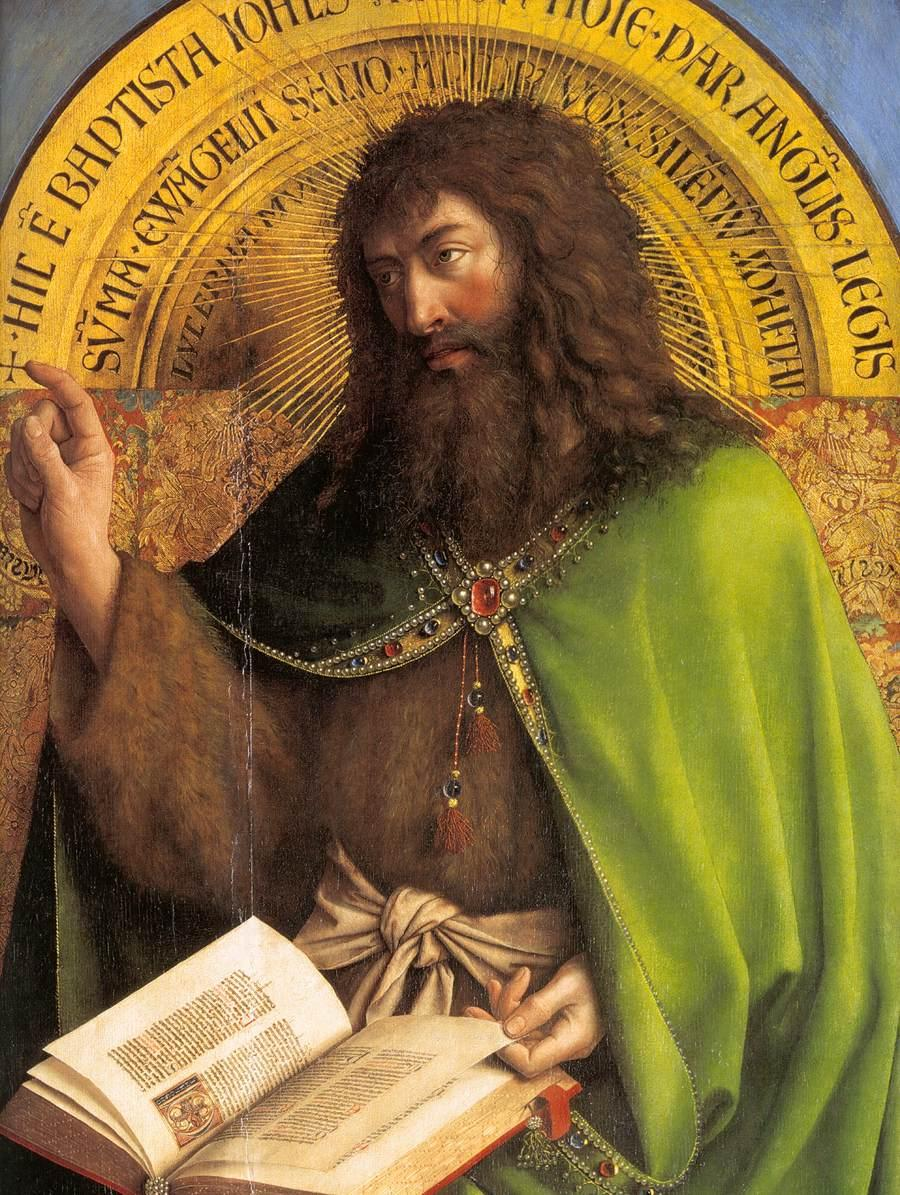
Giovanni Battista, dipinto da Jan van Eyck

Continua il tardo nome latino Baptista, a sua volta dal greco Βαπτιστής (Baptistes, dal verbo βαπτω, bapto, "immergere"), che significa "battezzatore", "colui che battezza".
Questo nome viene dato generalmente in onore di Giovanni Battista, il profeta che battezzò Gesù nel fiume Giordano, spesso anche nella forma composta Giovanni Battista (di cui, in un certo senso, può anche essere considerato una variante). È quindi un nome tipicamente cristiano, particolarmente diffuso fra i cattolici.
In Italia, è attestato su tutto il suolo nazionale, e anche in altri paesi gode di una buona diffusione.

## Onomastico
L'onomastico ricorre generalmente in memoria di san Giovanni Battista, di cui la Chiesa cattolica ricorda la natività il 24 giugno e la morte il 29 agosto, mentre la Chiesa ortodossa lo commemora il 7 gennaio. Non mancano comunque altri santi e beati con questo nome, fra i quali, alle date seguenti:
- 20 marzo, beato Battista Spagnoli, sacerdote carmelitano[8]
- 7 aprile, san Giovanni Battista de La Salle, sacerdote, fondatore dei lasalliani[8]
- 31 maggio, santa Battista da Varano, monaca clarissa[8]
- 17 ottobre, beato Battista de Bonafede, mercedario[8]

## Persone

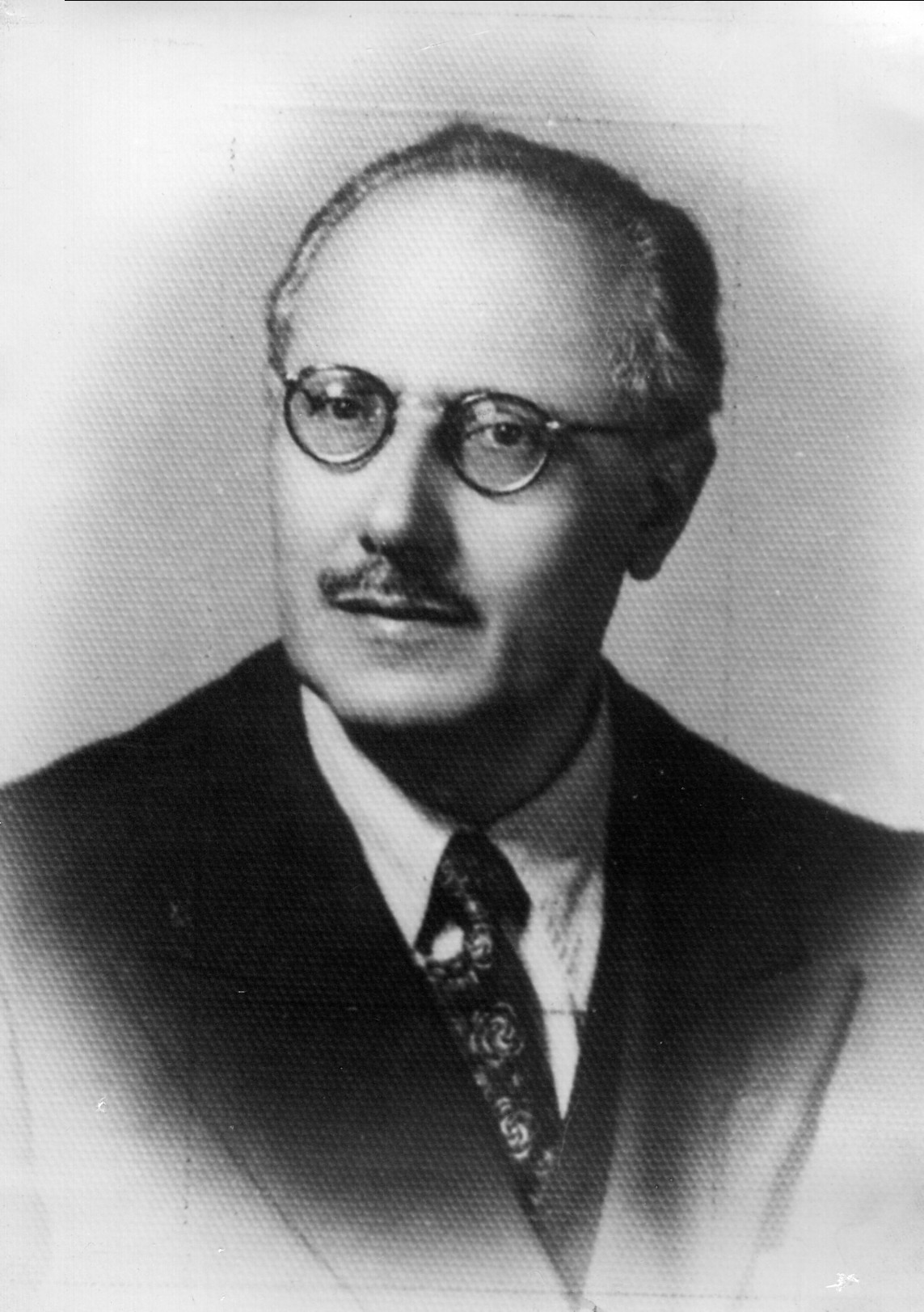
Battista Bardanzellu

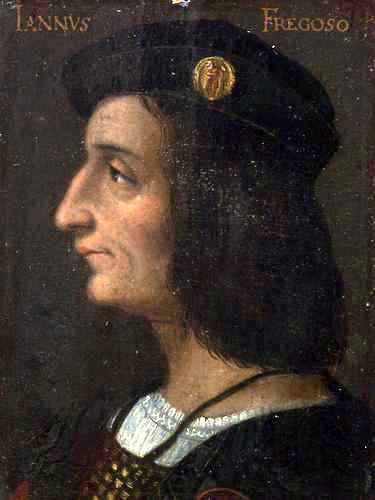
Battista II Fregoso

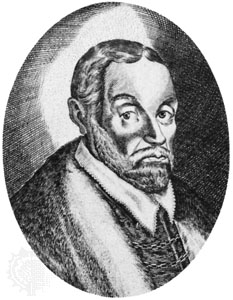
Battista Guarini

- Battista da Crema, religioso italiano
- Battista Agnese, cartografo italiano
- Battista Andreoni, calciatore italiano
- Battista Antonelli, ingegnere militare italiano
- Battista Bardanzellu, avvocato, giurista e politico italiano
- Battista Corbani, calciatore italiano
- Battista Danesi, ciclista su strada pistard italiano
- Battista de Luco, mercante italiano
- Battista del Moro, pittore italiano
- Battista di Gerio, pittore italiano
- Battista II Fregoso, quarantesimo doge della Repubblica di Genova
- Battista Dossi, pittore italiano
- Battista Farina, imprenditore italiano
- Battista Festa, calciatore italiano
- Battista Franco, pittore italiano
- Battista Giuntelli, ciclista su strada italiano
- Battista Guarini, drammaturgo, scrittore e poeta italiano
- Battista Guarino, educatore e umanista italiano
- Battista Lena, musicista italiano
- Battista Lomellini, quarantottesimo doge della Repubblica di Genova
- Battista Mondin, filosofo e teologo italiano
- Battista Negrone, settantasettesimo doge della Repubblica di Genova
- Battista Padovan, calciatore italiano
- Battista Perotti, calciatore italiano
- Battista Spagnoli, poeta e religioso italiano
- Battista Spinola, quarantasettesimo doge della Repubblica di Genova
- Battista Tresoldi, ex calciatore italiano
- Battista Visconti, fra i più importanti esponenti del partito ghibellino milanese
- Battista Visconti, ciclista su strada italiano

### Variante Baptiste

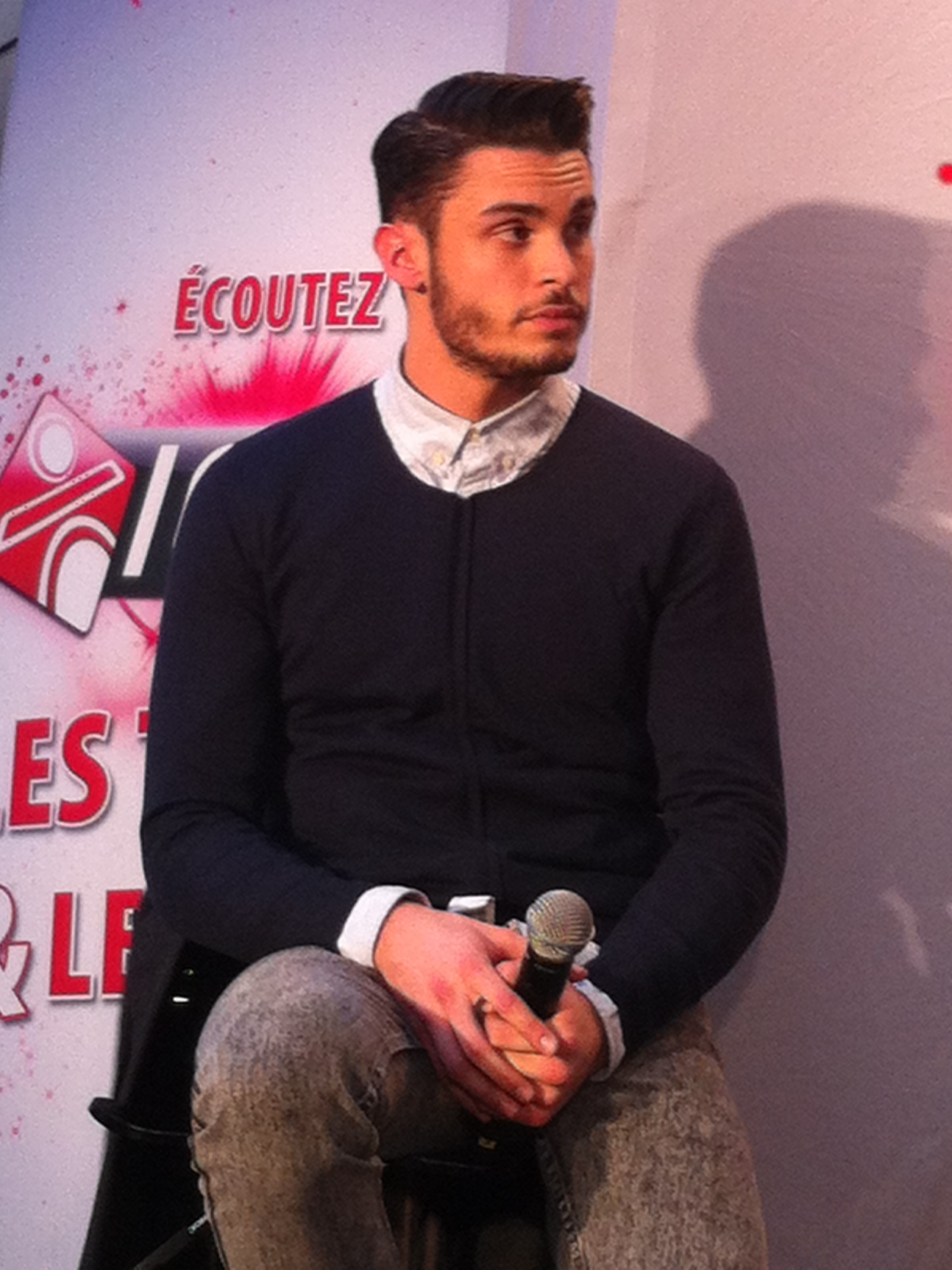
Baptiste Giabiconi

- Baptiste Buntschu, calciatore svizzero
- Baptiste Geiler, pallavolista francese
- Baptiste Giabiconi, modello e cantante francese
- Baptiste Gros, fondista francese
- Baptiste Martin, calciatore francese
- Baptiste Reynet, calciatore francese
- Baptiste Rheims, pilota motociclistico francese
- Baptiste Rollier, orientista svizzero

### Variante Titta
- Titta Arista, conduttore radiofonico italiano
- Titta Colleoni, musicista e compositore italiano
- Titta Madia, avvocato, politico e giornalista italiano
- Titta Marini, poeta italiano
- Titta Ruffo, nome d'arte di Ruffo Cafiero Titta, baritono italiano

### Altre varianti maschili
- Baptist Reinmann, calciatore tedesco
- Bautista Saavedra Mallea, politico boliviano
- Batista Tagme Na Waie, politico e militare guineense
- Batista Vinatzer, alpinista italiano

### Variante femminile Battista
- Battista Sforza, moglie di Federico da Montefeltro, duca di Urbino
- Battista Acquaviva, cantante di Isola Rossa in Corsica

## Il nome nelle arti
- Battista, così come Battistin o, nella versione femminile, Battistinna, era un nome molto diffuso nella Genova popolare di un tempo e, in quanto tale, è stato utilizzato in diverse pièce del teatro dialettale genovese: celebre, ad esempio, è il motto che vede il signorotto rivolgersi al domestico per esortarlo "Battista ... La giacca ! ...".Esso è,inoltre,diventato per antonomasia un nome proprio per indicare qualsiasi domestico presente nei generi d'intrattenimento.
- Nel romanzo Il barone rampante di Italo Calvino, Battista è la stravagante sorella del protagonista Cosimo Piovasco di Rondò.
- Battista è il nome del maggiordomo di Paperon de' Paperoni.